# Olin platnicki
Olin platnicki is een spinnensoort uit de familie Trochanteriidae. De soort komt voor in Celebes en Christmaseiland.